# ハイネケン・オープン
ハイネケン・オープン（Heineken Open）は毎年1月第2週にニュージーランド・オークランドのASBテニス・アリーナにて開催されているATPツアーの大会である。1968年に始まった「オープン化時代」以前より開催されている大会の一つとして知られ（この大会自体がオープン化されたのは69年大会から）、オープン化以前の前身大会を含めると50年以上の歴史がある。サーフェスは1975年まではグラスコート、翌1976年からは屋外ハードコートとなっている。大会カテゴリは2008年までがインターナショナル・シリーズ、新ツアー制度移行後の2009年からはATPツアー250のカテゴリに属する。2016年からは前週開催の女子と統合されASBクラシックとして開催されている。

## 大会歴代優勝者

### シングルス
| 年        | 優勝                             | 準優勝                           | スコア                  |
| --------- | -------------------------------- | -------------------------------- | ----------------------- |
| 1968      | バリー・フィリップス・ムーア     | オニー・パルン                   | 6-3, 6-8, 1-6, 6-3, 6-2 |
| 1969      | トニー・ローチ                   | ロッド・レーバー                 | 6-1, 6-4, 4-6, 6-3      |
| 1970      | ロジャー・テーラー               | トム・オッカー                   | 6-4, 6-4, 6-1           |
| 1971      | ボブ・カーマイケル               | アラン・ストーン                 | 7-6, 7-6, 6-3           |
| 1972      | レイ・ラッフェルズ               | ジョン・アレクサンダー           | 6-4, 6-4, 7-6           |
| 1973      | オニー・パルン                   | パトリック・プロワジー           | 4-6, 6-7, 6-2, 6-0, 7-6 |
| 1974      | ビョルン・ボルグ                 | オニー・パルン                   | 6-4, 6-4, 3-6, 6-2      |
| 1975      | オニー・パルン                   | ブライアン・フェアリー           | 4-6, 6-4, 6-4, 6-7, 6-4 |
| 1976      | オニー・パルン                   | ブライアン・フェアリー           | 6-2, 6-3, 4-6, 6-3      |
| 1977      | ビジャイ・アムリトラジ           | ティム・ウィルキソン             | 7-6, 5-7, 6-1, 6-2      |
| 1978      | エリオット・テルチャー           | オニー・パルン                   | 6-3, 7-5, 6-1           |
| 1979      | ティム・ウィルキソン             | ピーター・ファイグル             | 6-3, 4-6, 6-4, 2-6, 6-2 |
| 1980      | ジョン・サドリ                   | ティム・ウィルキソン             | 6-4, 3-6, 6-3, 6-4      |
| 1981      | ビル・スカンロン                 | ティム・ウィルキソン             | 6-7, 6-3, 3-6, 7-6, 6-0 |
| 1982      | ティム・ウィルキソン             | ラッセル・シンプソン             | 6-4, 6-4, 6-4           |
| 1983      | ジョン・アレクサンダー           | ラッセル・シンプソン             | 6-4, 6-3, 6-3           |
| 1984      | ダニー・サルツ                   | チップ・フーパー                 | 4-6, 6-3, 6-4, 6-4      |
| 1985      | クリス・ルイス                   | ウォリー・マスー                 | 7-5, 6-0, 2-6, 6-4      |
| 1986      | マーク・ウッドフォード           | バド・シュルツ                   | 6-4, 6-3, 3-6, 6-4      |
| 1987      | ミロスラフ・メチージュ           | ミキエル・シャパース             | 6-2, 6-3, 6-4           |
| 1988      | アモス・マンスドルフ             | ラメシュ・クリシュナン           | 6-3, 6-4                |
| 1989      | ラメシュ・クリシュナン           | アモス・マンスドルフ             | 6-4, 6-0                |
| 1990      | スコット・デービス               | アンドレイ・チェスノコフ         | 4-6, 6-3, 6-3           |
| 1991      | カレル・ノバチェク               | ジャン・フィリップ・フルーリアン | 7-6, 7-6                |
| 1992      | ハイメ・イサガ                   | マラビーヤ・ワシントン           | 7-6, 6-4                |
| 1993      | アレクサンドル・ボルコフ         | マラビーヤ・ワシントン           | 7-6, 6-4                |
| 1994      | マグヌス・グスタフソン           | パトリック・マッケンロー         | 6-4, 6-0                |
| 1995      | トーマス・エンクビスト           | チャック・アダムス               | 6-2, 6-1                |
| 1996      | イジー・ノバク                   | ブレット・スティーブン           | 6-4, 6-4                |
| 1997      | ヨナス・ビョルクマン             | ケネス・カールセン               | 7-6, 6-0                |
| 1998      | マルセロ・リオス                 | リチャード・フロムバーグ         | 4-6, 6-4, 7-6           |
| 1999      | チャン・シャルケン               | トミー・ハース                   | 6-4, 6-4                |
| 2000      | マグヌス・ノーマン               | マイケル・チャン                 | 3-6, 6-3, 7-5           |
| 2001      | ドミニク・フルバティ             | フランシスコ・クラベット         | 6-4, 2-6, 6-3           |
| 2002      | グレグ・ルーゼドスキー           | ジェローム・ゴルマール           | 6-7, 6-4, 7-5           |
| 2003      | グスタボ・クエルテン             | ドミニク・フルバティ             | 6-3, 7-5                |
| 2004      | ドミニク・フルバティ             | ラファエル・ナダル               | 4-6, 6-2, 7-5           |
| 2005      | フェルナンド・ゴンサレス         | オリビエ・ロクス                 | 6-4, 6-2                |
| 2006      | ヤルコ・ニエミネン               | マリオ・アンチッチ               | 6-2, 6-2                |
| 2007      | ダビド・フェレール               | トミー・ロブレド                 | 6-4, 6-2                |
| 2008      | フィリップ・コールシュライバー   | フアン・カルロス・フェレーロ     | 7-6(7-4), 7-5           |
| 2009      | フアン・マルティン・デル・ポトロ | サム・クエリー                   | 6-4, 6-4                |
| 2010      | ジョン・イスナー                 | アルノー・クレマン               | 6-3, 5-7, 7-6(7-2)      |
| 2011      | ダビド・フェレール               | ダビド・ナルバンディアン         | 6-3, 6-2                |
| 2012      | ダビド・フェレール               | オリビエ・ロクス                 | 6-3, 6-4                |
| 2013      | ダビド・フェレール               | フィリップ・コールシュライバー   | 7-6(7-5), 6-1           |
| 2014      | ジョン・イスナー                 | 盧彦勲                           | 7-6(7-4), 7-6(9-7)      |
| 2015      | イジー・ベセリー                 | アドリアン・マナリノ             | 6-3, 6-2                |
| 2016      | ロベルト・バウティスタ・アグート | ジャック・ソック                 | 6-1, 1-0 途中棄権       |
| 2017      | ジャック・ソック                 | ジョアン・ソウザ                 | 6-3, 5-7, 6-3           |
| 2018      | ロベルト・バウティスタ・アグート | フアン・マルティン・デル・ポトロ | 6-1, 4-6, 7-5           |
| 2019      | テニーズ・サンドグレン           | キャメロン・ノリー               | 6-4, 6-2                |
| 2020      | ユーゴ・アンベール               | ブノワ・ペール                   | 7-6(7-2), 3-6, 7-6(7-5) |
| 2021 2022 | 大会開催なし                     | 大会開催なし                     | 大会開催なし            |
| 2023      | リシャール・ガスケ               | キャメロン・ノリー               | 4-6, 6-4, 6-4           |
| 2024      | アレハンドロ・タビロ             | ダニエル太郎                     | 6-2, 7-5                |
| 2025      | ガエル・モンフィス               | ジズー・ベルグス                 | 6-3, 6-4                |

### ダブルス
| 年   | 優勝                                                | 準優勝                                              | スコア                  |
| ---- | --------------------------------------------------- | --------------------------------------------------- | ----------------------- |
| 1968 | ディック・クリーリー バリー・フィリップス・ムーア   |                                                     |                         |
| 1969 | レイモンド・ムーア ロジャー・テーラー               |                                                     |                         |
| 1970 | レイ・ラッフェルズ ディック・クリーリー             |                                                     |                         |
| 1971 | ボブ・カーマイケル レイ・ラッフェルズ               | ブライアン・フェアリー レイモンド・ムーア           | 6-3, 6-7, 6-4, 4-6, 6-3 |
| 1972 | ボブ・カーマイケル レイ・ラッフェルズ               |                                                     |                         |
| 1973 | ブライアン・フェアリー アラン・ストーン             |                                                     |                         |
| 1974 | シド・ボール ロバート・ギルティナン                 | レイ・ラッフェルズ アラン・ストーン                 | 6-1, 6-4                |
| 1975 | ボブ・カーマイケル レイ・ラッフェルズ               | ブライアン・フェアリー オニー・パルン               | 7-6, 途中棄権           |
| 1976 | 部門開催なし                                        | 部門開催なし                                        | 部門開催なし            |
| 1977 | クリス・ルイス ラッセル・シンプソン                 | ピーター・ラングスフォード ジョナサン・スミス       | 7-6, 6-4                |
| 1978 | クリス・ルイス ラッセル・シンプソン                 | ロッド・フローリー カール・メイラー                 | 6-1, 7-6                |
| 1979 | バーナード・ミトン キム・ウォーウィック             | アンドリュー・ジャレット ジョナサン・スミス         | 6-3, 2-6, 6-3           |
| 1980 | ピーター・ファイグル ロッド・フローリー             | ジョン・サドリ ティム・ウィルキソン                 | 6-2, 7-5                |
| 1981 | ファーディ・テイガン ティム・ウィルキソン           | トニー・グラハム ビル・スカンロン                   | 7-5, 6-1                |
| 1982 | アンドリュー・ジャレット ジョナサン・スミス         | ラリー・ステファンキ ロバート・ファントフ           | 7-5, 7-6                |
| 1983 | クリス・ルイス ラッセル・シンプソン                 | デビッド・グラハム ローリー・ウォーダー             | 7-6, 6-3                |
| 1984 | ジョン・バン・ノストランド ブライアン・レビン       | ブラッド・ドレウェット チップ・フーパー             | 7-5, 6-2                |
| 1985 | ジョン・フィッツジェラルド クリス・ルイス           | ブロデリック・ダイク ウォリー・マスー               | 7-6, 6-2                |
| 1986 | ブロデリック・ダイク ウォリー・マスー               | カール・リッチャー リック・ルディーン               | 6-3, 6-4                |
| 1987 | ケリー・ジョーンズ ブラッド・ピアース               | カール・リンバーガー マーク・ウッドフォード         | 7-6, 7-6                |
| 1988 | マーティン・デービス ティム・ポーサット             | サミー・ジアマルバ ジム・グラブ                     | 6-3, 3-6, 6-4           |
| 1989 | スティーブ・ガイ 松岡修造                           | ジョン・レッツ ブルース・マンソンヒン               | 7-6 7-6                 |
| 1990 | ケリー・ジョーンズ ロバート・ファントフ             | ギラド・ブルーム ポール・ハーフース                 | 7-6, 6-0                |
| 1991 | セルヒオ・カサル エミリオ・サンチェス               | グラント・コネル グレン・ミチバタ                   | 4-6, 6-3, 6-4           |
| 1992 | ウェイン・フェレイラ ジム・グラブ                   | グラント・コネル グレン・ミチバタ                   | 6-4, 6-3                |
| 1993 | グラント・コネル パトリック・ガルブレイス           | アレックス・アントニッチュ アレクサンドル・ボルコフ | 6-3, 7-6                |
| 1994 | パトリック・マッケンロー ジャレッド・パーマー       | グラント・コネル パトリック・ガルブレイス           | 6-2, 4-6, 6-4           |
| 1995 | グラント・コネル パトリック・ガルブレイス           | ルイス・ロボ ハビエル・サンチェス                   | 6-4, 6-3                |
| 1996 | マルコス・オンドルスカ ジャック・ワイト             | ヨナス・ビョルクマン ブレッド・スティーブン         | 不戦勝                  |
| 1997 | エリス・フェレイラ パトリック・ガルブレイス         | リック・リーチ ジョナサン・スターク                 | 6-4, 4-6, 7-6           |
| 1998 | パトリック・ガルブレイス ブレッド・スティーブン     | トム・ニーセン ジェフ・タランゴ                     | 6-4, 6-2                |
| 1999 | ジェフ・タランゴ ダニエル・バチェク                 | イジー・ノバク デビッド・リクル                     | 7-5, 7-5                |
| 2000 | エリス・フェレイラ リック・リーチ                   | オリビエ・ドレートル ジェフ・タランゴ               | 7-5, 6-4                |
| 2001 | マリウス・バーナード ジム・トーマス                 | デビッド・アダムズ マルティン・ガルシア             | 7-6, 6-4                |
| 2002 | ヨナス・ビョルクマン トッド・ウッドブリッジ         | マルティン・ガルシア シリル・スーク                 | 7-6, 7-6                |
| 2003 | デビッド・アダムズ ロビー・ケーニッヒ               | トマシュ・ツィブレツ レオシュ・フリードル           | 7-6, 3-6, 6-3           |
| 2004 | マヘシュ・ブパシ ファブリス・サントロ               | イジー・ノバク ラデク・ステパネク                   | 4-6, 7-5, 6-3           |
| 2005 | イブ・アレグロ ミハエル・コールマン                 | シーモン・アスペリン トッド・ペリー                 | 6-4, 7-6                |
| 2006 | アンドレイ・パベル ロジャー・ワッセン               | シーモン・アスペリン トッド・ペリー                 | 6-3, 5-7, [10-4]        |
| 2007 | ジェフ・クッツェー ロジャー・ワッセン               | シーモン・アスペリン クリス・ハガート               | 6-7, 6-3, [10-2]        |
| 2008 | ルイス・オルナ フアン・モナコ                       | グザビエ・マリス ユルゲン・メルツァー               | 6-4, 3-6, [10-7]        |
| 2009 | マルティン・ダム ロベルト・リンドステット           | スコット・リプスキー リーンダー・パエス             | 7-5, 6-4                |
| 2010 | マーカス・ダニエル ホリア・テカウ                   | マルセロ・メロ ブルーノ・ソアレス                   | 7-5, 6-4                |
| 2011 | マルセル・グラノリェルス トミー・ロブレド           | ヨハン・ブランシュトロム ステファン・フース         | 6-4, 7-6(8-6)           |
| 2012 | オリバー・マラチ アレクサンダー・ペヤ               | フランティセク・チェルマク フィリップ・ポラセク     | 6-3, 6-2                |
| 2013 | コリン・フレミング ブルーノ・ソアレス               | ヨハン・ブランシュトロム フレデリク・ニールセン     | 7-6(7-1), 7-6(7-2)      |
| 2014 | ユリアン・ノール マルセロ・メロ                     | アレクサンダー・ペヤ ブルーノ・ソアレス             | 4-6, 6-3, [10-5]        |
| 2015 | レイベン・クラッセン リーンダー・パエス             | ドミニク・イングロット フロリン・メルジェ           | 7-6(7-1), 6-4           |
| 2016 | マテ・パビッチ マイケル・ビーナス                   | エリック・ブトラック スコット・リプスキー           | 7-5, 6-4                |
| 2017 | アイサム＝ウル＝ハク・クレシ マルチン・マトコフスキ | ジョナサン・エルリック スコット・リプスキー         | 1-6, 6-2, [10-3]        |
| 2018 | オリバー・マラチ マテ・パビッチ                     | マックス・ミルヌイ フィリップ・オズワルド           | 6-4, 5-7, [10-7]        |
| 2019 | マクラクラン勉 ヤン＝レナルト・シュトルフ           | レイベン・クラーセン マイケル・ヴィーナス           | 6-3, 6-4                |
| 2020 | ルーク・バンブリッジ マクラクラン勉                 | マーカス・ダニエル フィリップ・オズワルド           | 7-6(7-3), 6-3           |